# 弗兰切斯卡·祖尼诺
弗兰切斯卡·祖尼诺（義大利語：Francesca Zunino，2000年2月13日—），意大利女子花样游泳运动员，2022年世界游泳锦标赛焦点自选银牌得主和自由组合铜牌得主、2023年世界游泳锦标赛集体技术自选银牌得主。